# E3 Saxo Bank Classic 2023
L'E3 Saxo Bank Classic 2023 (officiellement E3 Saxo Bank Classic World Tour Elite, anciennement Grand Prix E3 Harelbeke) est la 65e édition de cette course cycliste masculine sur route. Il a lieu le 24 mars 2023 en Belgique et fait partie du calendrier UCI World Tour 2023, en catégorie 1.UWT. 

## Présentation

### Équipes
Vingt-cinq équipes participent à la course : les dix-huit équipes UCI WorldTeams et sept équipes UCI ProTeams.
| WorldTeams (18)- AG2R Citroën Team - Alpecin-Deceuninck - Astana Qazaqstan Team - Bahrain Victorious - Bora-Hansgrohe - Cofidis - EF Education-EasyPost - Groupama-FDJ - Ineos Grenadiers - Intermarché-Circus-Wanty - Jumbo-Visma - Movistar Team - Soudal Quick-Step - Arkéa-Samsic - Team Jayco AlUla - Team DSM - Trek-Segafredo - UAE Team Emirates ProTeams (7)- Bingoal WB - Israel-Premier Tech - Lotto Dstny - Q36.5 Pro Cycling Team - Team Flanders-Baloise - TotalEnergies - Uno-X Pro Cycling Team |
| |

### Parcours
Le Grand Prix E3 commence dans le centre de Harelbeke et se déplace à l'Est, avant de tourner à l'Ouest et de parcourir les monts des Ardennes flamandes, avec dix-sept ascensions classées. Le Tiegemberg, la dernière montée de la journée, est situé à 19,3 km de l'arrivée. La distance totale est 204,1 km.
Dix-sept monts sont au programme de cette édition, dont certains recouverts de pavés :
| Mont | Nom                                   | Km    | Revêtement | Longueur (m) | Pente moyenne | Pente maxi | Km de l'arrivée |
| ---- | ------------------------------------- | ----- | ---------- | ------------ | ------------- | ---------- | --------------- |
| 1    | Katteberg                             | 28,2  | asphalte   | 750          | 6 %           | 11 %       | 175,9           |
| 2    | La Houppe                             | 87,8  | asphalte   | 1 880        | 4,8 %         | 10 %       | 116,3           |
| 3    | Kanarieberg                           | 92,6  | asphalte   | 1 050        | 7,7 %         | 14 %       | 111,5           |
| 4    | Kruisberg                             | 101,0 | asphalte   | 800          | 4,8 %         | 9 %        | 101,7           |
| 5    | Côte de Trieu                         | 109,6 | asphalte   | 1 260        | 7 %           | 13 %       | 94,5            |
| 6    | Hotondberg (nl)                       | 114,1 | asphalte   | 1 200        | 4 %           | 8 %        | 90,0            |
| 7    | Kortekeer (nl)                        | 120,0 | asphalte   | 1 000        | 6,4 %         | 17 %       | 84,1            |
| 8    | Taaienberg                            | 124,4 | pavés      | 700          | 6,3 %         | 16 %       | 79,7            |
| 9    | Berg ten Stene                        | 133,3 | asphalte   | 1 300        | 5,2 %         | 9 %        | 70,8            |
| 10   | Boigneberg (nl)                       | 138,5 | asphalte   | 1 000        | 5,2 %         | 12,3       | 65,6            |
| 11   | Eikenberg                             | 142,7 | pavés      | 1 250        | 6,2 %         | 10 %       | 61,4            |
| 12   | Stationsberg (nl)                     | 147,2 | pavés      | 460          | 3,2 %         | 10 %       | 56,9            |
| 13   | Kapelberg (nl)                        | 158,4 | asphalte   | 750          | 7,1 %         | 14 %       | 45,7            |
| 14   | Paterberg                             | 162,1 | pavés      | 400          | 12,9 %        | 20,3 %     | 42,0            |
| 15   | Vieux Quaremont                       | 165,8 | pavés      | 2 220        | 4,2 %         | 11,6 %     | 38,1            |
| 16   | Karnemelkbeekstraat/Rue du Lait Battu | 174,1 | asphalte   | 1 530        | 4,9 %         | 18 %       | 30,0            |
| 17   | Tiegemberg                            | 212,0 | asphalte   | 750          | 5,6 %         | 9 %        | 19,3            |

En plus des traditionnels monts, il y a cinq secteurs pavés :
| Secteur | Nom              | Km    | Longueur (m) | Km de l'arrivée |
| ------- | ---------------- | ----- | ------------ | --------------- |
| 1       | Beaucarnestraat  | 27,1  | 1 200        | 177,2           |
| 2       | Holleweg (nl)    | 29    | 1 500        | 175,1           |
| 3       | Paddestraat      | 40,4  | 2 300        | 163,7           |
| 4       | Mariaborrestraat | 147,2 | 2 000        | 56,6            |
| 5       | Varentstraat     | 179,9 | 1 500        | 24,2            |

### Favoris
Les trois grands favoris sont le Slovène Tadej Pogačar (UAE Emirates), le Belge Wout van Aert (Jumbo-Visma) et le Néerlandais Mathieu van der Poel (Alpecin-Deceuninck).

## Déroulement de la course
Une échappée matinale s'est installée avec plus de 160 kilomètres à effectuer. Elle est constituée de Thomas Bonnet (TotalEnergies), Mathias Norsgaard (Movistar), Mathis Le Berre (Arkea-Samsic), Kelland O'Brien (Jayco-AlUla) et Martin Urianstad (Uno-X).
Les premiers signes d'activité du côté du peloton sont observés vers 86 km de l'arrivée, à l'approche du Kortekeer, où Dries De Bondt (Alpecin-Deceuninck) lance une offensive d'apparence stratégique et rejoint l'échappée au sommet de l'ascension. Le rythme à partir du Kortekeer allonge le peloton. Celui-ci est déjà en lambeaux au pied du Taaienberg, où Mathieu van der Poel lance les hostilités. Wout van Aert est le seul à pouvoir suivre. Tadej Pogačar fait une bonne partie de l'effort pour revenir sur les hommes de tête dans les kilomètres qui suivent. Ultimement, un groupe d'environ 25 coureurs se constitue composé de la plupart des favoris et outsiders. 
Matteo Jorgenson (Movistar) se lance dans une attaque en solitaire mais est repris 8 km plus loin dans le Boigneberg, où Søren Kragh Andersen (Alpecin-Deceuninck) attaque à son tour. Ce dernier est rejoint dans la descente par Nathan Van Hooydonck (Jumbo-Visma) et Matej Mohoric (Bahrain-Victorious). Les hommes derrières se regardent et sont rejoints par un autre groupe de poursuivants.
Le Stationberg est le théâtre de l'offensive décisive. Mathieu van der Poel attaque à nouveau avec Wout van Aert dans sa roue. Tadej Pogačar n'est pas loin derrière et rejoint les hommes de têtes au sommet. Les trois favoris d'avant course sont maintenant dans une échappée de 6 coureurs avec 55 km à effectuer. Van der Poel et Van Aert sont accompagnés par un coéquipier chacun. Rapidement, le peloton montre des signes de résignation. Dès le Paterberg, les trois favoris distancent leurs compagnons d'échappée. Tadej Pogačar accélère à toutes occasions, sur le Paterberg, sur l'Oude-Kwaremont où Van Aert est presque distancé, et dans le dernier kilomètre, mais rien n'y fait, l'épreuve est disputée dans un sprint à trois. La vitesse imposée par les attaques répétées de Tadej Pogačar dans le dernier kilomètre assure un sprint véloce, où Wout van Aert s'impose devant Mathieu van der Poel pour remporter un deuxième titre consécutif de l'E3 Saxo Bank Classic.

## Classements

### Classement final
| \| Classement général \| Classement général \| Classement général \| Classement général \| Classement général \| \| Coureur \| Coureur \| Pays \| Équipe \| Temps \| \| ------------------ \| -------------------- \| ------------------ \| ------------------ \| ------------------ \| \| 1er \| Wout van Aert \| Belgique \| Jumbo-Visma \| 4 h 44 min 59 s \| \| 2e \| Mathieu van der Poel \| Pays-Bas \| Alpecin-Deceuninck \| + 0 s \| \| 3e \| Tadej Pogačar \| Slovénie \| UAE Team Emirates \| + 0 s \| \| 4e \| Matteo Jorgenson \| États-Unis \| Movistar Team \| + 33 s \| \| 5e \| Iván García Cortina \| Espagne \| Movistar Team \| + 44 s \| \| 6e \| Stefan Küng \| Suisse \| Groupama-FDJ \| + 56 s \| \| 7e \| Matej Mohorič \| Slovénie \| Bahrain Victorious \| + 56 s \| \| 8e \| Valentin Madouas \| France \| Groupama-FDJ \| + 1 min 25 s \| \| 9e \| Søren Kragh Andersen \| Danemark \| Alpecin-Deceuninck \| + 1 min 31 s \| \| 10e \| Filippo Ganna \| Italie \| Ineos Grenadiers \| + 1 min 31 s \| |                      |            |                    |                 |
| |                      |            |                    |                 |
| Source : ProCyclingStats |                      |            |                    |                 |
| Classement général |                      |            |                    |                 |
| Coureur | Coureur              | Pays       | Équipe             | Temps           |
| 1er | Wout van Aert        | Belgique   | Jumbo-Visma        | 4 h 44 min 59 s |
| 2e | Mathieu van der Poel | Pays-Bas   | Alpecin-Deceuninck | + 0 s           |
| 3e | Tadej Pogačar        | Slovénie   | UAE Team Emirates  | + 0 s           |
| 4e | Matteo Jorgenson     | États-Unis | Movistar Team      | + 33 s          |
| 5e | Iván García Cortina  | Espagne    | Movistar Team      | + 44 s          |
| 6e | Stefan Küng          | Suisse     | Groupama-FDJ       | + 56 s          |
| 7e | Matej Mohorič        | Slovénie   | Bahrain Victorious | + 56 s          |
| 8e | Valentin Madouas     | France     | Groupama-FDJ       | + 1 min 25 s    |
| 9e | Søren Kragh Andersen | Danemark   | Alpecin-Deceuninck | + 1 min 31 s    |
| 10e | Filippo Ganna        | Italie     | Ineos Grenadiers   | + 1 min 31 s    |

### Classements UCI
La course attribue des points au classement mondial UCI 2023 selon le barème suivant :
| Position           | 1er | 2e  | 3e  | 4e  | 5e  | 6e  | 7e  | 8e  | 9e | 10e | 11e | 12e | 13e | 14e | 15e | 16e à 20e | 21e à 30e | 31e à 50e | 51e à 55e | 56e à 60e |
| Classement général | 400 | 320 | 260 | 220 | 180 | 140 | 120 | 100 | 80 | 68  | 56  | 48  | 40  | 32  | 28  | 24        | 16        | 8         | 4         | 2         |

## Liste des participants
| Légende | Légende                                                                    | Légende | Légende                                                    |
| ------- | -------------------------------------------------------------------------- | ------- | ---------------------------------------------------------- |
| Num     | Dossard de départ porté par le coureur sur ce Grand Prix E3                | Pos     | Position à l'arrivée de la course                          |
|         | Indique un maillot de champion national ou mondial, suivi de sa spécialité | NP      | Indique un coureur qui n'a pas pris le départ de la course |
| AB      | Indique un coureur qui n'a pas terminé la course                           | HD      | Indique un coureur qui a terminé la course hors des délais |

| Jumbo-Visma TJV | Jumbo-Visma TJV            | Jumbo-Visma TJV |
| --------------- | -------------------------- | --------------- |
| Num             | Coureur                    | Pos             |
| 1               | Wout van Aert (BEL)        | 1er             |
| 2               | Christophe Laporte (FRA)   | 23e             |
| 3               | Tiesj Benoot (BEL)         | AB              |
| 4               | Dylan van Baarle (NED)     | AB              |
| 5               | Edoardo Affini (ITA)       | AB              |
| 6               | Tosh Van der Sande (BEL)   | 87e             |
| 7               | Nathan Van Hooydonck (BEL) | 11e             |

| Soudal Quick-Step SOQ | Soudal Quick-Step SOQ          | Soudal Quick-Step SOQ |
| --------------------- | ------------------------------ | --------------------- |
| Num                   | Coureur                        | Pos                   |
| 11                    | Julian Alaphilippe (FRA)       | AB                    |
| 12                    | Kasper Asgreen (DEN)           | 51e                   |
| 13                    | Tim Declercq (BEL)             | 68e                   |
| 14                    | Yves Lampaert (BEL)            | 16e                   |
| 15                    | Florian Sénéchal (FRA) (route) | AB                    |
| 16                    | Jannik Steimle (GER)           | AB                    |
| 17                    | Davide Ballerini (ITA)         | 28e                   |

| Alpecin-Deceuninck ADC | Alpecin-Deceuninck ADC     | Alpecin-Deceuninck ADC |
| ---------------------- | -------------------------- | ---------------------- |
| Num                    | Coureur                    | Pos                    |
| 21                     | Mathieu van der Poel (NED) | 2e                     |
| 22                     | Quinten Hermans (BEL)      | 80e                    |
| 23                     | Dries De Bondt (BEL)       | 58e                    |
| 24                     | Søren Kragh Andersen (DEN) | 9e                     |
| 25                     | Silvan Dillier (SUI)       | 69e                    |
| 26                     | Robert Stannard (AUS)      | 32e                    |
| 27                     | Tobias Bayer (AUT)         | 71e                    |

| Intermarché-Circus-Wanty ICW | Intermarché-Circus-Wanty ICW | Intermarché-Circus-Wanty ICW |
| ---------------------------- | ---------------------------- | ---------------------------- |
| Num                          | Coureur                      | Pos                          |
| 31                           | Biniam Girmay (ERI)          | AB                           |
| 32                           | Madis Mihkels (EST)          | 90e                          |
| 33                           | Dries De Pooter (BEL)        | AB                           |
| 34                           | Laurenz Rex (BEL)            | 30e                          |
| 35                           | Hugo Page (FRA)              | 88e                          |
| 36                           | Mike Teunissen (NED)         | 67e                          |
| 37                           | Loïc Vliegen (BEL)           | 81e                          |

| AG2R Citroën Team ACT | AG2R Citroën Team ACT     | AG2R Citroën Team ACT |
| --------------------- | ------------------------- | --------------------- |
| Num                   | Coureur                   | Pos                   |
| 41                    | Greg Van Avermaet (BEL)   | AB                    |
| 42                    | Oliver Naesen (BEL)       | 47e                   |
| 43                    | Lawrence Naesen (BEL)     | 94e                   |
| 44                    | Benoît Cosnefroy (FRA)    | 46e                   |
| 45                    | Valentin Retailleau (FRA) | AB                    |
| 46                    | Damien Touzé (FRA)        | 77e                   |
| 47                    | Stan Dewulf (BEL)         | 18e                   |

| Bahrain Victorious TBV | Bahrain Victorious TBV | Bahrain Victorious TBV |
| ---------------------- | ---------------------- | ---------------------- |
| Num                    | Coureur                | Pos                    |
| 51                     | Nikias Arndt (GER)     | 29e                    |
| 52                     | Matevž Govekar (SLO)   | 98e                    |
| 53                     | Kamil Gradek (POL)     | AB                     |
| 54                     | Dušan Rajović (SRB)    | AB                     |
| 55                     | Cameron Scott (AUS)    | AB                     |
| 56                     | Matej Mohorič (SLO)    | 7e                     |
| 57                     | Fred Wright (GBR)      | 31e                    |

| Bora-Hansgrohe BOH | Bora-Hansgrohe BOH          | Bora-Hansgrohe BOH |
| ------------------ | --------------------------- | ------------------ |
| Num                | Coureur                     | Pos                |
| 61                 | Jordi Meeus (BEL)           | AB                 |
| 62                 | Ryan Mullen (IRL)           | AB                 |
| 63                 | Marco Haller (AUT)          | 33e                |
| 64                 | Jonas Koch (GER)            | 36e                |
| 65                 | Shane Archbold (NZL)        | AB                 |
| 66                 | Nils Politt (GER) (route)   | 13e                |
| 67                 | Maximilian Schachmann (GER) | AB                 |

| Cofidis COF | Cofidis COF               | Cofidis COF |
| ----------- | ------------------------- | ----------- |
| Num         | Coureur                   | Pos         |
| 71          | Axel Zingle (FRA)         | 53e         |
| 72          | Simone Consonni (ITA)     | AB          |
| 73          | Wesley Kreder (NED)       | 93e         |
| 74          | Christophe Noppe (BEL)    | 55e         |
| 75          | Pierre-Luc Périchon (FRA) | AB          |
| 76          | Alexis Renard (FRA)       | AB          |
| 77          | Jelle Wallays (BEL)       | AB          |

| EF Education-EasyPost EFE | EF Education-EasyPost EFE | EF Education-EasyPost EFE |
| ------------------------- | ------------------------- | ------------------------- |
| Num                       | Coureur                   | Pos                       |
| 81                        | Alberto Bettiol (ITA)     | 15e                       |
| 82                        | Stefan Bissegger (SUI)    | 20e                       |
| 83                        | Owain Doull (GBR)         | 41e                       |
| 84                        | Jens Keukeleire (BEL)     | 85e                       |
| 85                        | Jonas Rutsch (GER)        | 26e                       |
| 86                        | Thomas Scully (NZL)       | 101e                      |
| 87                        | Łukasz Wiśniowski (POL)   | AB                        |

| Groupama-FDJ GFC | Groupama-FDJ GFC       | Groupama-FDJ GFC |
| ---------------- | ---------------------- | ---------------- |
| Num              | Coureur                | Pos              |
| 91               | Stefan Küng (SUI)      | 6e               |
| 92               | Kevin Geniets (LUX)    | 25e              |
| 93               | Lewis Askey (GBR)      | 40e              |
| 94               | Olivier Le Gac (FRA)   | 66e              |
| 95               | Valentin Madouas (FRA) | 8e               |
| 96               | Jake Stewart (GBR)     | AB               |
| 97               | Samuel Watson (GBR)    | AB               |

| Movistar Team MOV | Movistar Team MOV         | Movistar Team MOV |
| ----------------- | ------------------------- | ----------------- |
| Num               | Coureur                   | Pos               |
| 101               | Fernando Gaviria (COL)    | AB                |
| 102               | Johan Jacobs (SUI)        | 64e               |
| 103               | Matteo Jorgenson (USA)    | 4e                |
| 104               | Mathias Norsgaard (DEN)   | 74e               |
| 105               | Iván Romeo (ESP)          | 76e               |
| 106               | Lluís Mas (ESP)           | AB                |
| 107               | Iván García Cortina (ESP) | 5e                |

| Arkéa-Samsic ARK | Arkéa-Samsic ARK      | Arkéa-Samsic ARK |
| ---------------- | --------------------- | ---------------- |
| Num              | Coureur               | Pos              |
| 111              | Alan Riou (FRA)       | 99e              |
| 112              | Mathis Le Berre (FRA) | AB               |
| 113              | Kévin Ledanois (FRA)  | AB               |
| 114              | Matîs Louvel (FRA)    | 21e              |
| 115              | Luca Mozzato (ITA)    | 19e              |
| 116              | Daniel McLay (GBR)    | AB               |
| 117              | Clément Russo (FRA)   | 42e              |

| Team DSM DSM | Team DSM DSM              | Team DSM DSM |
| ------------ | ------------------------- | ------------ |
| Num          | Coureur                   | Pos          |
| 121          | John Degenkolb (GER)      | 34e          |
| 122          | Nils Eekhoff (NED)        | AB           |
| 123          | Leon Heinschke (GER)      | AB           |
| 124          | Alexander Edmondson (AUS) | 84e          |
| 125          | Patrick Bevin (NZL)       | AB           |
| 126          | Tim Naberman (NED)        | AB           |
| 127          | Kevin Vermaerke (USA)     | 78e          |

| Team Jayco AlUla JAY | Team Jayco AlUla JAY    | Team Jayco AlUla JAY |
| -------------------- | ----------------------- | -------------------- |
| Num                  | Coureur                 | Pos                  |
| 131                  | Zdeněk Štybar (CZE)     | 86e                  |
| 132                  | Luke Durbridge (AUS)    | 27e                  |
| 133                  | Luka Mezgec (SLO)       | 73e                  |
| 134                  | Kelland O'Brien (AUS)   | 79e                  |
| 135                  | Dylan Groenewegen (NED) | AB                   |
| 136                  | Campbell Stewart (NZL)  | AB                   |
| 137                  | Elmar Reinders (NED)    | 95e                  |

| Trek-Segafredo TFS | Trek-Segafredo TFS     | Trek-Segafredo TFS |
| ------------------ | ---------------------- | ------------------ |
| Num                | Coureur                | Pos                |
| 141                | Jasper Stuyven (BEL)   | 50e                |
| 142                | Mads Pedersen (DEN)    | 14e                |
| 143                | Alex Kirsch (LUX)      | 49e                |
| 144                | Markus Hoelgaard (NOR) | AB                 |
| 145                | Toms Skujiņš (LAT)     | 62e                |
| 146                | Emīls Liepiņš (LAT)    | AB                 |
| 147                | Otto Vergaerde (BEL)   | AB                 |

| Astana Qazaqstan Team AST | Astana Qazaqstan Team AST     | Astana Qazaqstan Team AST |
| ------------------------- | ----------------------------- | ------------------------- |
| Num                       | Coureur                       | Pos                       |
| 151                       | Mark Cavendish (GBR)          | AB                        |
| 152                       | Leonardo Basso (ITA)          | AB                        |
| 153                       | Yevgeniy Fedorov (KAZ)        | 100e                      |
| 154                       | Dmitriy Gruzdev (KAZ)         | 96e                       |
| 155                       | Cees Bol (NED)                | NP                        |
| 156                       | Yevgeniy Gidich (KAZ) (route) | AB                        |
| 157                       | Davide Martinelli (ITA)       | AB                        |

| Ineos Grenadiers IGD | Ineos Grenadiers IGD     | Ineos Grenadiers IGD |
| -------------------- | ------------------------ | -------------------- |
| Num                  | Coureur                  | Pos                  |
| 161                  | Filippo Ganna (ITA)      | 10e                  |
| 162                  | Michał Kwiatkowski (POL) | AB                   |
| 163                  | Kim Heiduk (GER)         | 59e                  |
| 164                  | Jhonatan Narváez (ECU)   | 82e                  |
| 165                  | Joshua Tarling (GBR)     | AB                   |
| 166                  | Connor Swift (GBR)       | 83e                  |
| 167                  | Ben Turner (GBR)         | 48e                  |

| UAE Team Emirates UAD | UAE Team Emirates UAD | UAE Team Emirates UAD |
| --------------------- | --------------------- | --------------------- |
| Num                   | Coureur               | Pos                   |
| 171                   | Tim Wellens (BEL)     | AB                    |
| 172                   | Mikkel Bjerg (DEN)    | 37e                   |
| 173                   | Ryan Gibbons (RSA)    | AB                    |
| 174                   | Matteo Trentin (ITA)  | AB                    |
| 175                   | Tadej Pogačar (SLO)   | 3e                    |
| 176                   | Rui Oliveira (POR)    | 22e                   |
| 177                   | Sjoerd Bax (NED)      | 89e                   |

| Lotto Dstny LTD | Lotto Dstny LTD                | Lotto Dstny LTD |
| --------------- | ------------------------------ | --------------- |
| Num             | Coureur                        | Pos             |
| 181             | Pascal Eenkhoorn (NED) (route) | 24e             |
| 182             | Jarrad Drizners (AUS)          | AB              |
| 183             | Arjen Livyns (BEL)             | 39e             |
| 184             | Brent Van Moer (BEL)           | 43e             |
| 185             | Sébastien Grignard (BEL)       | 70e             |
| 186             | Michael Schwarzmann (GER)      | AB              |
| 187             | Florian Vermeersch (BEL)       | AB              |

| Team Flanders-Baloise TFB | Team Flanders-Baloise TFB | Team Flanders-Baloise TFB |
| ------------------------- | ------------------------- | ------------------------- |
| Num                       | Coureur                   | Pos                       |
| 191                       | Jenno Berckmoes (BEL)     | 65e                       |
| 192                       | Kamiel Bonneu (BEL)       | AB                        |
| 193                       | Alex Colman (BEL)         | 72e                       |
| 194                       | Lindsay De Vylder (BEL)   | AB                        |
| 195                       | Gilles De Wilde (BEL)     | AB                        |
| 196                       | Ward Vanhoof (BEL)        | 63e                       |
| 197                       | Elias Maris (BEL)         | 97e                       |

| Bingoal WB BWB | Bingoal WB BWB                 | Bingoal WB BWB |
| -------------- | ------------------------------ | -------------- |
| Num            | Coureur                        | Pos            |
| 201            | Louis Blouwe (BEL)             | AB             |
| 202            | Cériel Desal (BEL)             | AB             |
| 203            | Julian Mertens (BEL)           | 35e            |
| 204            | Ludovic Robeet (BEL)           | AB             |
| 205            | Luca Van Boven (BEL)           | 61e            |
| 206            | Guillaume Van Keirsbulck (BEL) | AB             |
| 207            | Dorian De Maeght (BEL)         | AB             |

| TotalEnergies TEN | TotalEnergies TEN         | TotalEnergies TEN |
| ----------------- | ------------------------- | ----------------- |
| Num               | Coureur                   | Pos               |
| 211               | Peter Sagan (SVK) (route) | AB                |
| 212               | Thomas Bonnet (FRA)       | 38e               |
| 213               | Sandy Dujardin (FRA)      | 60e               |
| 214               | Daniel Oss (ITA)          | AB                |
| 215               | Geoffrey Soupe (FRA)      | AB                |
| 216               | Anthony Turgis (FRA)      | AB                |
| 217               | Dries Van Gestel (BEL)    | 52e               |

| Israel-Premier Tech IPT | Israel-Premier Tech IPT | Israel-Premier Tech IPT |
| ----------------------- | ----------------------- | ----------------------- |
| Num                     | Coureur                 | Pos                     |
| 221                     | Sep Vanmarcke (BEL)     | 17e                     |
| 222                     | Derek Gee (CAN)         | 45e                     |
| 223                     | Hugo Houle (CAN)        | NP                      |
| 224                     | Jens Reynders (BEL)     | AB                      |
| 225                     | Guy Sagiv (ISR)         | AB                      |
| 226                     | Tom Van Asbroeck (BEL)  | 54e                     |
| 227                     | Krists Neilands (LAT)   | 12e                     |

| Q36.5 Pro Cycling Team Q36 | Q36.5 Pro Cycling Team Q36 | Q36.5 Pro Cycling Team Q36 |
| -------------------------- | -------------------------- | -------------------------- |
| Num                        | Coureur                    | Pos                        |
| 231                        | Jack Bauer (NZL)           | 92e                        |
| 232                        | Tom Devriendt (BEL)        | AB                         |
| 233                        | Fabio Christen (SUI)       | AB                         |
| 234                        | Kamil Małecki (POL)        | 91e                        |
| 235                        | Filippo Colombo (SUI)      | 57e                        |
| 236                        | Nicolò Parisini (ITA)      | AB                         |
| 237                        | Nickolas Zukowsky (CAN)    | 56e                        |

| Uno-X Pro Cycling Team UXT | Uno-X Pro Cycling Team UXT   | Uno-X Pro Cycling Team UXT |
| -------------------------- | ---------------------------- | -------------------------- |
| Num                        | Coureur                      | Pos                        |
| 241                        | Alexander Kristoff (NOR)     | AB                         |
| 242                        | Louis Bendixen (DEN)         | AB                         |
| 243                        | Martin Bugge Urianstad (NOR) | 75e                        |
| 244                        | William Blume Levy (DEN)     | AB                         |
| 245                        | Erik Nordsæter Resell (NOR)  | AB                         |
| 246                        | Anders Skaarseth (NOR)       | AB                         |
| 247                        | Rasmus Tiller (NOR) (route)  | 44e                        |

| Jumbo-Visma TJV | Jumbo-Visma TJV            | Jumbo-Visma TJV |
| --------------- | -------------------------- | --------------- |
| Num             | Coureur                    | Pos             |
| 1               | Wout van Aert (BEL)        | 1er             |
| 2               | Christophe Laporte (FRA)   | 23e             |
| 3               | Tiesj Benoot (BEL)         | AB              |
| 4               | Dylan van Baarle (NED)     | AB              |
| 5               | Edoardo Affini (ITA)       | AB              |
| 6               | Tosh Van der Sande (BEL)   | 87e             |
| 7               | Nathan Van Hooydonck (BEL) | 11e             |

| Soudal Quick-Step SOQ | Soudal Quick-Step SOQ          | Soudal Quick-Step SOQ |
| --------------------- | ------------------------------ | --------------------- |
| Num                   | Coureur                        | Pos                   |
| 11                    | Julian Alaphilippe (FRA)       | AB                    |
| 12                    | Kasper Asgreen (DEN)           | 51e                   |
| 13                    | Tim Declercq (BEL)             | 68e                   |
| 14                    | Yves Lampaert (BEL)            | 16e                   |
| 15                    | Florian Sénéchal (FRA) (route) | AB                    |
| 16                    | Jannik Steimle (GER)           | AB                    |
| 17                    | Davide Ballerini (ITA)         | 28e                   |

| Alpecin-Deceuninck ADC | Alpecin-Deceuninck ADC     | Alpecin-Deceuninck ADC |
| ---------------------- | -------------------------- | ---------------------- |
| Num                    | Coureur                    | Pos                    |
| 21                     | Mathieu van der Poel (NED) | 2e                     |
| 22                     | Quinten Hermans (BEL)      | 80e                    |
| 23                     | Dries De Bondt (BEL)       | 58e                    |
| 24                     | Søren Kragh Andersen (DEN) | 9e                     |
| 25                     | Silvan Dillier (SUI)       | 69e                    |
| 26                     | Robert Stannard (AUS)      | 32e                    |
| 27                     | Tobias Bayer (AUT)         | 71e                    |

| Intermarché-Circus-Wanty ICW | Intermarché-Circus-Wanty ICW | Intermarché-Circus-Wanty ICW |
| ---------------------------- | ---------------------------- | ---------------------------- |
| Num                          | Coureur                      | Pos                          |
| 31                           | Biniam Girmay (ERI)          | AB                           |
| 32                           | Madis Mihkels (EST)          | 90e                          |
| 33                           | Dries De Pooter (BEL)        | AB                           |
| 34                           | Laurenz Rex (BEL)            | 30e                          |
| 35                           | Hugo Page (FRA)              | 88e                          |
| 36                           | Mike Teunissen (NED)         | 67e                          |
| 37                           | Loïc Vliegen (BEL)           | 81e                          |

| AG2R Citroën Team ACT | AG2R Citroën Team ACT     | AG2R Citroën Team ACT |
| --------------------- | ------------------------- | --------------------- |
| Num                   | Coureur                   | Pos                   |
| 41                    | Greg Van Avermaet (BEL)   | AB                    |
| 42                    | Oliver Naesen (BEL)       | 47e                   |
| 43                    | Lawrence Naesen (BEL)     | 94e                   |
| 44                    | Benoît Cosnefroy (FRA)    | 46e                   |
| 45                    | Valentin Retailleau (FRA) | AB                    |
| 46                    | Damien Touzé (FRA)        | 77e                   |
| 47                    | Stan Dewulf (BEL)         | 18e                   |

| Bahrain Victorious TBV | Bahrain Victorious TBV | Bahrain Victorious TBV |
| ---------------------- | ---------------------- | ---------------------- |
| Num                    | Coureur                | Pos                    |
| 51                     | Nikias Arndt (GER)     | 29e                    |
| 52                     | Matevž Govekar (SLO)   | 98e                    |
| 53                     | Kamil Gradek (POL)     | AB                     |
| 54                     | Dušan Rajović (SRB)    | AB                     |
| 55                     | Cameron Scott (AUS)    | AB                     |
| 56                     | Matej Mohorič (SLO)    | 7e                     |
| 57                     | Fred Wright (GBR)      | 31e                    |

| Bora-Hansgrohe BOH | Bora-Hansgrohe BOH          | Bora-Hansgrohe BOH |
| ------------------ | --------------------------- | ------------------ |
| Num                | Coureur                     | Pos                |
| 61                 | Jordi Meeus (BEL)           | AB                 |
| 62                 | Ryan Mullen (IRL)           | AB                 |
| 63                 | Marco Haller (AUT)          | 33e                |
| 64                 | Jonas Koch (GER)            | 36e                |
| 65                 | Shane Archbold (NZL)        | AB                 |
| 66                 | Nils Politt (GER) (route)   | 13e                |
| 67                 | Maximilian Schachmann (GER) | AB                 |

| Cofidis COF | Cofidis COF               | Cofidis COF |
| ----------- | ------------------------- | ----------- |
| Num         | Coureur                   | Pos         |
| 71          | Axel Zingle (FRA)         | 53e         |
| 72          | Simone Consonni (ITA)     | AB          |
| 73          | Wesley Kreder (NED)       | 93e         |
| 74          | Christophe Noppe (BEL)    | 55e         |
| 75          | Pierre-Luc Périchon (FRA) | AB          |
| 76          | Alexis Renard (FRA)       | AB          |
| 77          | Jelle Wallays (BEL)       | AB          |

| EF Education-EasyPost EFE | EF Education-EasyPost EFE | EF Education-EasyPost EFE |
| ------------------------- | ------------------------- | ------------------------- |
| Num                       | Coureur                   | Pos                       |
| 81                        | Alberto Bettiol (ITA)     | 15e                       |
| 82                        | Stefan Bissegger (SUI)    | 20e                       |
| 83                        | Owain Doull (GBR)         | 41e                       |
| 84                        | Jens Keukeleire (BEL)     | 85e                       |
| 85                        | Jonas Rutsch (GER)        | 26e                       |
| 86                        | Thomas Scully (NZL)       | 101e                      |
| 87                        | Łukasz Wiśniowski (POL)   | AB                        |

| Groupama-FDJ GFC | Groupama-FDJ GFC       | Groupama-FDJ GFC |
| ---------------- | ---------------------- | ---------------- |
| Num              | Coureur                | Pos              |
| 91               | Stefan Küng (SUI)      | 6e               |
| 92               | Kevin Geniets (LUX)    | 25e              |
| 93               | Lewis Askey (GBR)      | 40e              |
| 94               | Olivier Le Gac (FRA)   | 66e              |
| 95               | Valentin Madouas (FRA) | 8e               |
| 96               | Jake Stewart (GBR)     | AB               |
| 97               | Samuel Watson (GBR)    | AB               |

| Movistar Team MOV | Movistar Team MOV         | Movistar Team MOV |
| ----------------- | ------------------------- | ----------------- |
| Num               | Coureur                   | Pos               |
| 101               | Fernando Gaviria (COL)    | AB                |
| 102               | Johan Jacobs (SUI)        | 64e               |
| 103               | Matteo Jorgenson (USA)    | 4e                |
| 104               | Mathias Norsgaard (DEN)   | 74e               |
| 105               | Iván Romeo (ESP)          | 76e               |
| 106               | Lluís Mas (ESP)           | AB                |
| 107               | Iván García Cortina (ESP) | 5e                |

| Arkéa-Samsic ARK | Arkéa-Samsic ARK      | Arkéa-Samsic ARK |
| ---------------- | --------------------- | ---------------- |
| Num              | Coureur               | Pos              |
| 111              | Alan Riou (FRA)       | 99e              |
| 112              | Mathis Le Berre (FRA) | AB               |
| 113              | Kévin Ledanois (FRA)  | AB               |
| 114              | Matîs Louvel (FRA)    | 21e              |
| 115              | Luca Mozzato (ITA)    | 19e              |
| 116              | Daniel McLay (GBR)    | AB               |
| 117              | Clément Russo (FRA)   | 42e              |

| Team DSM DSM | Team DSM DSM              | Team DSM DSM |
| ------------ | ------------------------- | ------------ |
| Num          | Coureur                   | Pos          |
| 121          | John Degenkolb (GER)      | 34e          |
| 122          | Nils Eekhoff (NED)        | AB           |
| 123          | Leon Heinschke (GER)      | AB           |
| 124          | Alexander Edmondson (AUS) | 84e          |
| 125          | Patrick Bevin (NZL)       | AB           |
| 126          | Tim Naberman (NED)        | AB           |
| 127          | Kevin Vermaerke (USA)     | 78e          |

| Team Jayco AlUla JAY | Team Jayco AlUla JAY    | Team Jayco AlUla JAY |
| -------------------- | ----------------------- | -------------------- |
| Num                  | Coureur                 | Pos                  |
| 131                  | Zdeněk Štybar (CZE)     | 86e                  |
| 132                  | Luke Durbridge (AUS)    | 27e                  |
| 133                  | Luka Mezgec (SLO)       | 73e                  |
| 134                  | Kelland O'Brien (AUS)   | 79e                  |
| 135                  | Dylan Groenewegen (NED) | AB                   |
| 136                  | Campbell Stewart (NZL)  | AB                   |
| 137                  | Elmar Reinders (NED)    | 95e                  |

| Trek-Segafredo TFS | Trek-Segafredo TFS     | Trek-Segafredo TFS |
| ------------------ | ---------------------- | ------------------ |
| Num                | Coureur                | Pos                |
| 141                | Jasper Stuyven (BEL)   | 50e                |
| 142                | Mads Pedersen (DEN)    | 14e                |
| 143                | Alex Kirsch (LUX)      | 49e                |
| 144                | Markus Hoelgaard (NOR) | AB                 |
| 145                | Toms Skujiņš (LAT)     | 62e                |
| 146                | Emīls Liepiņš (LAT)    | AB                 |
| 147                | Otto Vergaerde (BEL)   | AB                 |

| Astana Qazaqstan Team AST | Astana Qazaqstan Team AST     | Astana Qazaqstan Team AST |
| ------------------------- | ----------------------------- | ------------------------- |
| Num                       | Coureur                       | Pos                       |
| 151                       | Mark Cavendish (GBR)          | AB                        |
| 152                       | Leonardo Basso (ITA)          | AB                        |
| 153                       | Yevgeniy Fedorov (KAZ)        | 100e                      |
| 154                       | Dmitriy Gruzdev (KAZ)         | 96e                       |
| 155                       | Cees Bol (NED)                | NP                        |
| 156                       | Yevgeniy Gidich (KAZ) (route) | AB                        |
| 157                       | Davide Martinelli (ITA)       | AB                        |

| Ineos Grenadiers IGD | Ineos Grenadiers IGD     | Ineos Grenadiers IGD |
| -------------------- | ------------------------ | -------------------- |
| Num                  | Coureur                  | Pos                  |
| 161                  | Filippo Ganna (ITA)      | 10e                  |
| 162                  | Michał Kwiatkowski (POL) | AB                   |
| 163                  | Kim Heiduk (GER)         | 59e                  |
| 164                  | Jhonatan Narváez (ECU)   | 82e                  |
| 165                  | Joshua Tarling (GBR)     | AB                   |
| 166                  | Connor Swift (GBR)       | 83e                  |
| 167                  | Ben Turner (GBR)         | 48e                  |

| UAE Team Emirates UAD | UAE Team Emirates UAD | UAE Team Emirates UAD |
| --------------------- | --------------------- | --------------------- |
| Num                   | Coureur               | Pos                   |
| 171                   | Tim Wellens (BEL)     | AB                    |
| 172                   | Mikkel Bjerg (DEN)    | 37e                   |
| 173                   | Ryan Gibbons (RSA)    | AB                    |
| 174                   | Matteo Trentin (ITA)  | AB                    |
| 175                   | Tadej Pogačar (SLO)   | 3e                    |
| 176                   | Rui Oliveira (POR)    | 22e                   |
| 177                   | Sjoerd Bax (NED)      | 89e                   |

| Lotto Dstny LTD | Lotto Dstny LTD                | Lotto Dstny LTD |
| --------------- | ------------------------------ | --------------- |
| Num             | Coureur                        | Pos             |
| 181             | Pascal Eenkhoorn (NED) (route) | 24e             |
| 182             | Jarrad Drizners (AUS)          | AB              |
| 183             | Arjen Livyns (BEL)             | 39e             |
| 184             | Brent Van Moer (BEL)           | 43e             |
| 185             | Sébastien Grignard (BEL)       | 70e             |
| 186             | Michael Schwarzmann (GER)      | AB              |
| 187             | Florian Vermeersch (BEL)       | AB              |

| Team Flanders-Baloise TFB | Team Flanders-Baloise TFB | Team Flanders-Baloise TFB |
| ------------------------- | ------------------------- | ------------------------- |
| Num                       | Coureur                   | Pos                       |
| 191                       | Jenno Berckmoes (BEL)     | 65e                       |
| 192                       | Kamiel Bonneu (BEL)       | AB                        |
| 193                       | Alex Colman (BEL)         | 72e                       |
| 194                       | Lindsay De Vylder (BEL)   | AB                        |
| 195                       | Gilles De Wilde (BEL)     | AB                        |
| 196                       | Ward Vanhoof (BEL)        | 63e                       |
| 197                       | Elias Maris (BEL)         | 97e                       |

| Bingoal WB BWB | Bingoal WB BWB                 | Bingoal WB BWB |
| -------------- | ------------------------------ | -------------- |
| Num            | Coureur                        | Pos            |
| 201            | Louis Blouwe (BEL)             | AB             |
| 202            | Cériel Desal (BEL)             | AB             |
| 203            | Julian Mertens (BEL)           | 35e            |
| 204            | Ludovic Robeet (BEL)           | AB             |
| 205            | Luca Van Boven (BEL)           | 61e            |
| 206            | Guillaume Van Keirsbulck (BEL) | AB             |
| 207            | Dorian De Maeght (BEL)         | AB             |

| TotalEnergies TEN | TotalEnergies TEN         | TotalEnergies TEN |
| ----------------- | ------------------------- | ----------------- |
| Num               | Coureur                   | Pos               |
| 211               | Peter Sagan (SVK) (route) | AB                |
| 212               | Thomas Bonnet (FRA)       | 38e               |
| 213               | Sandy Dujardin (FRA)      | 60e               |
| 214               | Daniel Oss (ITA)          | AB                |
| 215               | Geoffrey Soupe (FRA)      | AB                |
| 216               | Anthony Turgis (FRA)      | AB                |
| 217               | Dries Van Gestel (BEL)    | 52e               |

| Israel-Premier Tech IPT | Israel-Premier Tech IPT | Israel-Premier Tech IPT |
| ----------------------- | ----------------------- | ----------------------- |
| Num                     | Coureur                 | Pos                     |
| 221                     | Sep Vanmarcke (BEL)     | 17e                     |
| 222                     | Derek Gee (CAN)         | 45e                     |
| 223                     | Hugo Houle (CAN)        | NP                      |
| 224                     | Jens Reynders (BEL)     | AB                      |
| 225                     | Guy Sagiv (ISR)         | AB                      |
| 226                     | Tom Van Asbroeck (BEL)  | 54e                     |
| 227                     | Krists Neilands (LAT)   | 12e                     |

| Q36.5 Pro Cycling Team Q36 | Q36.5 Pro Cycling Team Q36 | Q36.5 Pro Cycling Team Q36 |
| -------------------------- | -------------------------- | -------------------------- |
| Num                        | Coureur                    | Pos                        |
| 231                        | Jack Bauer (NZL)           | 92e                        |
| 232                        | Tom Devriendt (BEL)        | AB                         |
| 233                        | Fabio Christen (SUI)       | AB                         |
| 234                        | Kamil Małecki (POL)        | 91e                        |
| 235                        | Filippo Colombo (SUI)      | 57e                        |
| 236                        | Nicolò Parisini (ITA)      | AB                         |
| 237                        | Nickolas Zukowsky (CAN)    | 56e                        |

| Uno-X Pro Cycling Team UXT | Uno-X Pro Cycling Team UXT   | Uno-X Pro Cycling Team UXT |
| -------------------------- | ---------------------------- | -------------------------- |
| Num                        | Coureur                      | Pos                        |
| 241                        | Alexander Kristoff (NOR)     | AB                         |
| 242                        | Louis Bendixen (DEN)         | AB                         |
| 243                        | Martin Bugge Urianstad (NOR) | 75e                        |
| 244                        | William Blume Levy (DEN)     | AB                         |
| 245                        | Erik Nordsæter Resell (NOR)  | AB                         |
| 246                        | Anders Skaarseth (NOR)       | AB                         |
| 247                        | Rasmus Tiller (NOR) (route)  | 44e                        |